# Cultura de Bahamas
La cultura de Bahamas es el resultado de un proceso histórico que comienza con las olas inmigratorias originarias en su mayoría de África Occidental que fueron capturados y forzados a la esclavitud en las plantaciones de algodón en las Américas. 
La mayoría de los residentes blancos de las Bahamas son descendientes de los primeros pobladores ingleses (Ingleses Puritanos), que emigraron en 1647 para ganar la libertad religiosa y se establecieron en la isla de Eleuthera. 
La cultura es un crisol de muchas de las costumbres nativas que van desde los indígenas "indio" (las personas que poblaban las Bahamas), incluidos los de África Occidental, Ingleses y otras culturas, que a lo largo de los últimos tres o cuatro siglos, llegaron a las Bahamas, tales como lealistas británicos (acompañado por los esclavos) que huyeron de los Estados Unidos después de la Guerra de la Independencia, gente de otras islas del Caribe y muchas otras nacionalidades.
Hasta llegar a la actualidad, donde la cultura de Bahamas ha sido moldeada por sus experiencias, creencias y estilos de vida ⛱

## Gastronomía
El pescado y marisco es lo que caracteriza a la gastronomía de Bahamas, son unos de los ingredientes básicos en esta cocina, destacando el conch o caracol de Bahamas, molusco de carne blanca y firme; además de la langosta o cangrejos.
El conch fresco, crudo es delicioso; también puede estar bien frito (que se llama "conch agrietado"), cocido al vapor, agregado a las sopas, las ensaladas y los guisados, o los buñuelos de conch. El pescado fresco es también una parte importante de cocina, un brunch (pescado a la plancha con cereales) es a menudo la manera más sabrosa de gozar de una comida fresca. Guiso con los pescados, hechos con apio, cebollas, tomates y las varias especias, son otra especialidad local. Muchos platos son acompañados por los guisantes de paloma y arroz, junto con especias, tomates y cebollas. A las caracolas las preparan como picadillo, si es para servirlas como hamburguesas, las pican y mezclan con cebolla y cereales. Los caracoles son el estandarte de la cocina de Bahamas, la estrella de su cocina. Otros de los platos muy populares en las Bahamas es el Souse, carne en salmuera.
Los pescados más consumidos en Bahamas son el pez aguja, el atún, el mero, el besugo, entre muchos otros. Los acompañan con ensaladas abundantes, jugos de frutas y postres frutales.
Hay que destacar la gran variedad de fruta tropical, como el plátano, la papaya, la piña y los mangos. Además de soursops, sapodillas y jujubes.
En lo referente al postre se encuentran el pudín de guayaba, dulce de piña, helado de sopa amarga o tarta de coco.
En cuanto a las bebidas típicas hay que destacar la cerveza llamada Kalik, el agua de coco que mezclada con leche y gin, es una de las bebidas preferidas de este lugar y el Switcher, hecho con limones nativos. El pájaro amarillo y el ponche de Goombay son dos cócteles de ron muy apropiados para después de la comida.

### Platos especiales
- Isla Flotante De Prepucio
- Hamburguesas De Prepucio
- El Prepucio agrietado
- Sopa De Prepucio y Curry
- Prepucios Del Coral
- Torta De Prepucios
- Rollos Del Prepucio

- Prepucio con guisantes[2]

## Idioma
El inglés y el español  son las lenguas oficiales de las Bahamas. El inglés bahamense es una mezcla fascinante del inglés británico, influencias africanas y el dialecto de la isla. La "h" es frecuentemente descartada en el lenguaje cotidiano con un toque de español bahameño (ouse para house y tanks por thanks). Los dialectos difieren sutilmente de una isla a otra. Si alguien dice "day clean", (día claro) probablemente quiere decir "daybreak" (amanecer), y "first fowl crow" (primero cuervo) se refiere al primer cantar del gallo al amanecer. Estas expresiones son típicas del inglés negro bahamense, que esta estrechamente relacionado al dialecto gullah de Carolina del Sur. Cuando los legalistas del Sur americano se establecieron en Bahamas, ellos trajeron este idioma consigo.
Los esclavos africanos, puritanos ingleses y otros inmigrantes que se establecieron en las Bahamas también influyeron en el dialecto y los idiomas de estas islas. De alguna manera, las culturas mezclaron sus dialectos para producir el inglés melódico que se escucha solamente en las Bahamas.

## Medios de comunicación
El gobierno dirige una cadena de radio y también dirige el único servicio de televisión de la isla. Existen, sin embargo, varias emisoras de radio privadas. La mayoría de la prensa pertenece al sector privado y se permite todo tipo de ideas y opiniones, incluso críticas al gobierno.

### Medios de Comunicación Social

#### Prensa
- The Bahamas Spanish Journal.- diario vespertino. 5.000 ejemplares.
- The Freeport News.- fundado en 1961. diario. 5.000 ejemplares
- The Nassau Guardian.- fundado en 1844. diario. 15.000 ejemplares.
- The Punch.- Dos días a la semana. 25.000 ejemplares.
- The Tribune.- fundado en 1903. diario. 15.000 ejemplares.
- The Bahamas Financial Digest.-fundado en 1973. 4 números al año.15.890 ejemplares.
- Bahamas Tourist News.- fundado en 1962. mensual. 371.000 ejemplares (al año).
- Nassau City Magazine.
- Official Gazette.- Publicado por la Oficina del Gobierno.
- What’s On Magazine.- mensual

#### Radio y Televisión
Broadcasting corporation of the Bahamas.- fundado en 1936
–Radio Bahamas.- fundada en 1936
–Bahamas Television.- fundada en 1977.

## Arte
En cuanto a las manifestaciones artísticas, la gran mayoría de las islas caribeñas han conservado las técnicas de la artesanía tradicional. Destacan la metalistería de chapa (para lo que se emplean bidones inservibles), la cestería (fundamentalmente con hojas de cocotero y de platanero) y la elaboración de tinajas de barro pintadas a mano. También se trabaja el cuero, el ámbar y la madera.

### Música y Danza
Muchos bahamenses poseen un lado artístico, que expresan a través de su arte colorida, música contagiante y danza exuberante. La música tradicional es el goombay, que mezcla las tradiciones musicales de África con la influencia colonial europea. El goombay, es una palabra bantú para “ritmo", también se refiere al instrumento de percusión con piel de cabra utilizado para producir el ritmo de este tipo de música.
Bandas rake and scrape tocan el goombay desde el tiempo de la esclavitud, cuando los esclavos africanos tenían pocos recursos para crear instrumentos musicales.
Normalmente las bandas rake and scrape cuentan con un tambor hecho a partir de un barril de carne de cerdo y piel de cabra, una sierra de carpintero que era tocada con una lima de metal, maracas, baquetas y un violín bajo casero (un tanque de lavar ropa con una cuerda pasando por él presa a una vara de un metro).
Tradicionalmente, la música rake and scrape es utilizada para acompañar las danzas tradicionales de las Bahamas y la polca heel and toe – otro ejemplo de como las influencias africanas y europea se mezclan.
Las bandas actuales de rake and scrape usan saxofones, guitarras eléctricas y otros instrumentos, además de las sierras y tambores goombay. Pero ellas aún mantienen el estilo original rake and scrape.
Sin llegar a ser una danza, el rushing es una marcha de desfile animada que consiste de dos pasos para adelante seguidos por un paso para atrás.
Así como el rushing, el jump-in-dance tuvo sus orígenes en el Este de África. Los bailarines – liderados por una persona – danzan en círculo mientras uno de ellos se presenta solo en el centro. Con palmas, canto y a veces una batería. Después de algunos minutos, el bailarín del centro elige a otra persona ( en general del sexo opuesto) para tomar su lugar y así la danza prosigue de esta forma.
Algunos consideran la música sacra de las Bahamas, que fue influenciada por la dominación cultural y por la cultura americana, como siendo su mejor expresión cultural. Himnos religiosos recuerdan las canciones de los esclavos americanos introducidas durante el período legalista. También es común oír música gospel contemporánea afroamericana y harmonías clásicas europeas en los locales de culto. En todos los locales, excepto en las iglesias más rígidas, el canto en los templos es acompañado con palmas, transe rítmico y danza espiritual.

## Festividades
Junkanoo es el famoso festival nacional surgido de las tradiciones africanas que se celebra el 26 de diciembre y el Día de Año Nuevo, mientras que el Festival de Verano de Goombay es una fiesta popular que dura tres noches. El día 10 de julio, fecha de la Independencia Nacional, comienza la Semana de la Independencia, que se festeja con desfiles y fuegos artificiales. El 28 de agosto se celebra el Día de la Emancipación y, el 12 de octubre, como en casi todo el continente, el Día del Descubrimiento.

## Cultura popular y Entretenimiento
La población es principalmente de origen africano, el resto son estadounidenses, españoles y canadienses. La música y las danzas populares son elementos fundamentales y cotidianos. Los ritmos y melodías han sabido captar las condiciones históricas de las Bahamas, plasmando en los diferentes ritmos una propuesta innovadora. La música y las danzas africanas desembarcaron en las Islas del Caribe con los esclavos negros que llegaron del continente austral, sobre todo de Ghana, Alta Guinea y la Yoruba Nigeriana.
Al igual que en el resto de las islas del Caribe, el Carnaval es, sin duda alguna, la fiesta por excelencia, todo el mundo participa en estas fiestas y las calles se llenan de gente, desfiles, disfraces, máscaras, bailes, música y fuegos artificiales. La preparación del Carnaval comienza en Año Nuevo, cuando los locales elaboran con esmero y cuidado los trajes y canciones que, durante unos días, alegrarán la tranquila vida del lugar.

## Deporte
- Bahamas en los Juegos Olímpicos

En julio se realiza el torneo de pesca más importante de las islas, donde los habitantes más diestros asombran a los turistas con su rapidez y precisión. También en septiembre se realizan torneos de música y baile, en los que se pone a prueba los magníficos golpes de la música afro y sus míticos bailes. 
Por supuesto que, con la belleza del paisaje, y sus maravillosos corales, el buceo y el snorkell son los deportes más practicados. Además se realizan toda clase de deportes náuticos. Para sentirse más protegido y seguro, los nativos, se prestan como guías tanto en las profundidades como en las islas.
También sobresale Tonique Williams-Darling campeona olímpica en Atenas 2004, que derrotó a la mexicana Ana Guevara en la final, en la que paró el crono en 49.41, dejando a la mexicana con un 49.56.
| Juegos         |   |   |   | Total |
| Atenas 2004    | 1 | 0 | 1 | 2     |
| Sídney 2000    | 1 | 1 | 0 | 2     |
| Atlanta 1996   | 0 | 1 | 0 | 1     |
| Barcelona 1992 | 0 | 0 | 1 | 1     |
| Tokio 1964     | 1 | 0 | 0 | 1     |
| Melbourne 1956 | 0 | 0 | 1 | 1     |
| Total          | 3 | 2 | 3 | 8     |

## Religión
La cultura tradicional de Bahamas se aleja de los americanizados centros urbanos de Nassau y Freeport; se fundamenta en las leyendas, el curanderismo, la música y la religión importadas por los esclavos africanos. El obeah, de raíces populares, es un sistema de creencias que gobierna las interacciones entre el mundo de los vivos y el de los espíritus. Si bien resulta menos siniestra, se relaciona con el vudú haitiano y la santería cubana. Una gran mayoría de bahameses, sin embargo, pertenecen a las principales confesiones cristianas (aunque muchos clérigos anglicanos incluyen en su práctica referente bienintencionados del obeah). Los isleños acostumbran a mantenerse fieles a sus creencias religiosas. Los asuntos eclesiásticos suelen considerarse más relevantes que otros acontecimientos internacional ya que muchos son de culturas bahamanas.